# Кели Озборн
Кели Озборн (енгл. Kelly Osbourne; Лондон, 27. октобар 1984) је британска кантауторка, глумица, телевизијска личност и модна дизајнерка. Ћерка је Озија и Шерон Озборн, позната по појављивању у ријалитију о својој породици Озборнови, који им је донео награду Еми 2002. године. Такође је била презентерка у емисији Модна полиција и учесница америчке верзије шоу програма Плес са звездама, где је са својим партнером Луисом ван Амстелом заузела треће место 2009. године.